# Championnat de Jordanie de football 1997
Navigation
Saison précédente Saison suivante
La saison 1997 du Championnat de Jordanie de football est la quarante-neuvième édition du championnat de première division en Jordanie. La compétition est disputée sous forme de poule unique où les dix meilleurs clubs du pays s'affrontent deux fois au cours de la saison, à domicile et à l'extérieur. En fin de saison, les deux derniers du classement sont relégués et remplacés par les deux meilleurs clubs de deuxième division.
C'est le club d'Al-Weehdat Club, triple tenant du titre, qui remporte à nouveau la compétition après avoir terminé en tête du classement final, avec un seul point d'avance sur Al Faisaly Club et dix-sept sur Al Hussein Irbid. C'est le septième titre de champion de Jordanie de l'histoire du club.

## Les clubs participants
| - Al-Weehdat Club - Al Ramtha SC - Al Hussein Irbid - Al-Ahli Amman - Al Buqa'a - Promu de D2 | - Al Jazira Amman - Al-Faisaly Club - Al Karmal - Promu de D2 - Al-Qadisiya SC - Shabab Al Hussein |

## Compétition

### Classement
Le barème utilisé pour établir le classement est le suivant :
- Victoire : 3 points
- Match nul : 1 point
- Défaite : 0 point

| Rang | Équipe            | Pts | J  | G  | N | P  | Bp | Bc | Diff |
| ---- | ----------------- | --- | -- | -- | - | -- | -- | -- | ---- |
| 1    | Al-Weehdat ClubT  | 47  | 18 | 15 | 2 | 1  | 36 | 5  | +31  |
| 2    | Al Faisaly Club   | 46  | 18 | 15 | 1 | 2  | 59 | 15 | +44  |
| 3    | Al Hussein Irbid  | 30  | 18 | 8  | 4 | 6  | 30 | 26 | +4   |
| 4    | Al Ramtha SC      | 27  | 18 | 7  | 6 | 5  | 26 | 20 | +6   |
| 5    | Al-Ahli Amman     | 23  | 18 | 6  | 5 | 7  | 32 | 34 | -2   |
| 6    | Al Jazira Amman   | 23  | 18 | 7  | 2 | 9  | 24 | 34 | -10  |
| 7    | Al-Qadisiya SC    | 22  | 18 | 6  | 4 | 8  | 21 | 25 | -4   |
| 8    | Shabab Al-Hussein | 19  | 18 | 5  | 4 | 9  | 22 | 29 | -7   |
| 9    | Al Buqa'aP        | 11  | 18 | 3  | 2 | 13 | 17 | 40 | -23  |
| 10   | Al KarmalP        | 8   | 18 | 2  | 2 | 14 | 15 | 54 | -39  |

|  | Qualification pour la Coupe des clubs champions arabes de football 1998                  |
|  | Relégation directe en deuxième division                                                  |
|  | T : Tenant du titre C : Vainqueur de la Coupe de Jordanie P : Promu de deuxième division |

## Bilan de la saison
| Championnat de Jordanie de football 1997          |                            |
| Champion                                          | Al-Weehdat Club (7e titre) |
| Coupes et trophées                                |                            |
| Vainqueur de la Coupe de Jordanie 1997            | Non disputée               |
| Qualifications continentales                      |                            |
| Coupe d'Asie des clubs champions 1998-1999        | Aucun                      |
| Coupe des Coupes 1998-1999                        | Aucun                      |
| Coupe des clubs champions arabes de football 1998 | Al-Weehdat Club            |
| Promotions et relégations                         |                            |
| Promus en première division                       | Kfarsoum SC                |
| Promus en première division                       | Al Arabi Irbid             |
| Relégués en deuxième division                     | Al Karmal                  |
| Relégués en deuxième division                     | Al Buqa'a                  |